# Де Соуза, Женелия
Женелия де Соуза (маратхи जेनेलिया डिसूज़ा; род. 5 августа 1987) — индийская актриса и модель. Снималась в фильмах на хинди, телугу, тамильском, малаялам и каннада. В настоящее время сделала паузу в карьере в связи с рождением детей.

## Биография
Родилась в Мумбаи в семье индийских христиан-католиков; росла в пригороде Мумбаи Бандре. Начала свою актёрскую карьеру с фильма Tujhe Меrі Kasam в 2003 году. Она была отмечена за роль в фильме Boys в том же году, а затем заявила о себе в Толливуде, снявшись в нескольких фильмах на языке телугу в 2003—2005 годах.
Получила свою первую (и пока единственную) премию Filmfare в 2006 году за свою роль в романтическом фильме на телугу «Кукольный дом». 
В 2011 году дебютировала в кино на языке малаялам, исполнив роль воинственной принцессы в фильме «Уруми». Для этого ей пришлось обучиться верховой езде, обращению с оружием и боевому искусству Каларипаятту.
После выступления в нескольких коммерчески успешных фильмах на телугу и тамильском, о Женелии заговорили как об одной из ведущих актрис в современной южно-индийской киноиндустрии.

## Личная жизнь
Таблоиды приписывали Женелии роман с Ритешем Дешмукх с 2003 года, когда они вместе дебютировали в Tujhe Мері Kasam. На все вопросы об их отношениях де Соуза отвечала, что они — только друзья. Однако 3 февраля 2012 года состоялась традиционная свадебная церемония маратхи, а на следующий день Женелия и Ритеш обвенчались в католической церкви. К настоящему моменту у супругов двое сыновей: Риан (род. 25 ноября 2014) и Рахил (род. 1 июня 2016).

## Фильмография
| Год  |   | Русское название                        | Оригинальное название          | Роль                 |
| ---- | - | --------------------------------------- | ------------------------------ | -------------------- |
| 2003 | ф |                                         | Tujhe Meri Kasam (хинди)       | Анджали (Анджу)      |
| 2003 | ф |                                         | Boys (там.)                    | Харини               |
| 2003 | ф |                                         | Satyam (тел.)                  | Анкитха              |
| 2004 | ф | Отрываясь по полной                     | Masti (хинди)                  | Биндхия              |
| 2004 | ф |                                         | Samba (тел.)                   | Сандхия              |
| 2004 | ф | Вызов                                   | Sye (тел.)                     | Инду                 |
| 2005 | ф | Мой зять                                | Naa Alludu (тел.)              | Гагана               |
| 2005 | ф |                                         | Sachein (там.)                 | Шалини               |
| 2005 | ф |                                         | Subhash Chandra Bose (тел.)    | Анита                |
| 2006 | ф | Счастье                                 | Happy (тел.)                   | Мадхумати            |
| 2006 | ф |                                         | Raam (тел.)                    | Лакшми               |
| 2006 | ф | Кукольный дом                           | Bommarillu (тел.)              | Хасини Рао           |
| 2006 | ф |                                         | Chennai Kadhal (там.)          | Нармадха             |
| 2007 | ф |                                         | Dhee (тел.)                    | Пуджа                |
| 2008 | ф |                                         | Mr. Medhavi (тел.)             | Швета                |
| 2008 | ф |                                         | Satya in Love (канн.)          | Веда                 |
| 2008 | ф | Любовь украшает жизнь                   | Santosh Subramaniam (там.)     | Хасини Говиндан      |
| 2008 | ф | Свадьба моего отца                      | Mere Baap Pehle Aap (хинди)    | Шикха Капур          |
| 2008 | ф | Всегда готов                            | Ready (тел.)                   | Пуджа                |
| 2008 | ф | Знаешь ли ты                            | Ja…ane Tu Ya Jaane Na (хинди)  | Адити «Мяу» Махант   |
| 2009 | ф | Свадьба Шаширекхи                       | Sasirekha Parinayam (тел.)     | Шаширекха            |
| 2009 | ф | Спутник жизни                           | Life Partner (хинди)           | Санджана Джурган     |
| 2009 | ф | Загадочная история одной девушки        | Katha (тел.)                   | Читра Сингх          |
| 2010 | ф | Танцуй ради шанса                       | Chance Pe Dance (хинди)        | Тина Шарма           |
| 2010 | ф | Идеальный сын                           | Uthamaputhiran (там.)          | Пуджа                |
| 2010 | ф | Оранжевый —цвт любви                    | Orange (тел.)                  | Джаану               |
| 2011 | ф | Уруми                                   | Urumi (малаял.)                | Арракал Айеша        |
| 2011 | ф | Криминальный квартет / Спецотряд «Форс» | Force (хинди)                  | Майя                 |
| 2011 | ф | Посланник судьбы                        | Velayudham (там.)              | журналистка Бхаратхи |
| 2012 | ф | Нас связала любовь / Узелок на память   | Tere Naal Love Ho Gaya (хинди) | Мини                 |
| 2012 | ф | Моё желание                             | Naa Ishtam                     | Кришавени            |
| 2013 | ф |                                         | It's My Life (хинди)           | Натали               |
| 2014 | ф | Плата за победу                         | Jai Ho (хинди)                 | Суман (камео)        |
| 2016 | ф |                                         | Force 2 (хинди)                | Майя (камео)         |